# 斑馬矛麗魚
斑馬矛麗魚（学名：Crenicichla zebrina）為輻鰭魚綱鱸形目隆頭魚亞目慈鯛科的其中一種，分布於南美洲委內瑞拉的淡水流域，體長可達26.4公分，棲息在溪流中底層水域，生活習性不明。
其种加词“zebrina”意为“像斑马纹样的”。